# تریپل سک

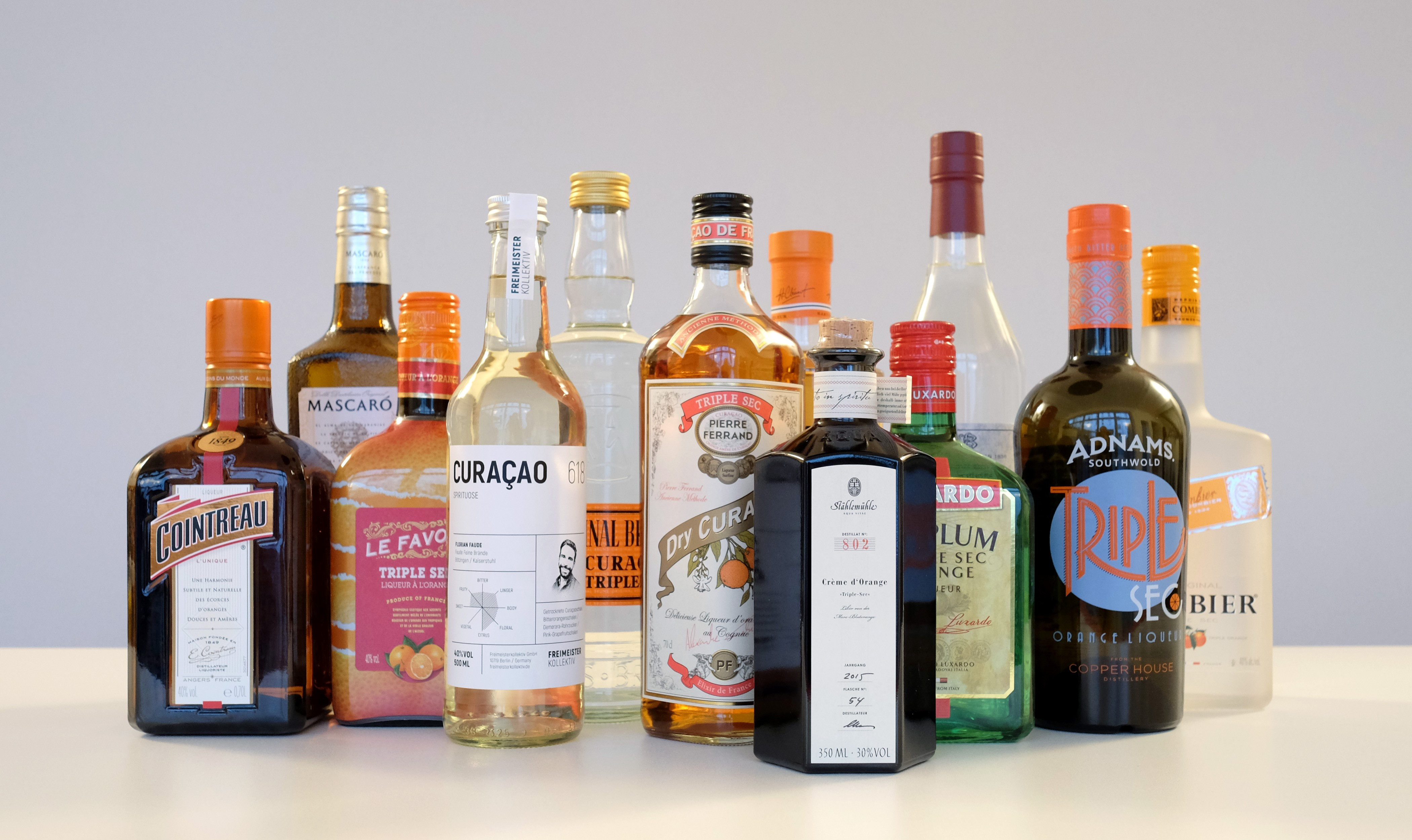
شیشه هایی از برندهای مختلف تریپل سک

تریپل سک (انگلیسی: Triple sec) نوعی لیکور با طعم پرتقال است. این نوع لیکور با پوست پرتقال یا نارنج طعم‌دار شده است.